# Contea di Brava
La contea di Brava è una contea di Capo Verde con 5 995 abitanti al censimento del 2010.
Il suo territorio coincide completamente con l'intera isola di Brava, appartenente al gruppo delle Sotavento.